# Edificio del Tulsa Club
El Tulsa Club Building es un edificio de 11 pisos que se encuentra en la esquina noroeste de Cincinnati Avenue y East Fifth Street, dentro del Oil Capital Historic District de Tulsa, Oklahoma, Estados Unidos.  Diseñado por Bruce Goff y construido en 1927 por el estudio de arquitectura Rush, Endacott and Rush, fue una empresa conjunta del Tulsa Club y la Cámara de Comercio de Tulsa. 
Después de unos 30 años, la Cámara de Comercio desocupó su parte del edificio, que ocupó el Tulsa Club. Sin embargo, la industria nacional de producción de petróleo comenzó a reducirse repentina y drásticamente, recortando la clientela y los ingresos del club. Desocupó todo el edificio y cerró en 1994. Durante casi 20 años, el edificio permaneció vacío, ocupado principalmente por ocupantes ilegales y vándalos. Se causaron daños extensos durante este tiempo. Algunos desarrolladores pensaron que podrían rehabilitar la estructura, pero descubrieron que costaría más de lo que podían pagar. En 2014, el Grupo Ross, una empresa con experiencia y respaldo financiero adecuado de la rehabilitación de otras estructuras históricas, compró la estructura abandonada y comenzó a convertirla en un hotel boutique. Reabrió como Tulsa Club Hotel en abril de 2019 como afiliado de Curio Collection by Hilton, una cadena de hoteles boutique. El costo de la renovación fue de $ 36 millones.

## Historia
Inicialmente, la Cámara de Comercio de Tulsa poseía el 40 por ciento del edificio y el club el otro 60 por ciento. La Cámara de Comercio y otras organizaciones utilizaron los cinco pisos inferiores, mientras que el Tulsa Club ocupó los seis pisos superiores y un jardín en la azotea, que fue el sitio de la reunión inaugural de la Sociedad para la Preservación y Fomento del Canto del Cuarteto de Barbería en América. (SPEBSQSA), ahora Barbershop Harmony Society, en abril de 1938. La porción del club incluía comedores grandes y pequeños, un gimnasio, una barbería y habitaciones estilo dormitorio para invitados durante la noche. El Gran Salón de Baile ocupaba el último piso y se llamaba Sky Terrace. 
La Cámara de Comercio vendió su sección  al Tulsa Club en 1966, reemplazándolo con un nuevo edificio en Boston Avenue para sí mismo. El club continuó operando el edificio hasta 1994, cuando lo abandonó la . Para entonces, el negocio del petróleo había cambiado drásticamente, cambiando su enfoque a las operaciones nacionales en Houston y las operaciones internacionales en la ciudad de Nueva York. Hubo una secuencia de promotores y desarrolladores inmobiliarios que compraron la estructura y describieron visiones elevadas para su renovación. El primer desarrollador fue CJ Moroney, un inversionista de California que compró el edificio en 1997. Moroney pronto dejó de pagar impuestos sobre la propiedad. En 1998, después de múltiples incendios y una invasión de ocupantes ilegales, Tulsa declaró que el edificio era una molestia pública y comenzó a cobrarle a Moroney una multa de $1,000 por día hasta que el edificio se adaptara al código . Cuando las multas impagas alcanzaron los $230,000, la ciudad inició la ejecución hipotecaria del edificio. Durante este período,  sobrevivió a tres incendios importantes durante un período de dos semanas en abril de 2010, y en octubre se produjo otro gran incendio. Los vándalos se llevaron todo lo de valor y cubrieron la mayor parte de las paredes interiores con graffiti. Muchos de los techos sufrieron daños significativos por agua, causados por la lluvia que entraba por las ventanas rotas o por los esfuerzos de extinción de incendios. La ciudad no recibió ofertas aceptables de los posibles reurbanizadores, por lo que programó la estructura en ruinas para subastarla en una venta de liquidación del alguacil.
En abril de 2013, el empresario local Josh Barrett compró la propiedad casi en ruinas y anunció su propio plan de restauración, describiendo un hotel boutique de 98 habitaciones en los pisos 1 a 8, locales comerciales y un restaurante en la planta baja, y un bar y restaurante en la planta baja. el piso 11. estimaciones de costos actualizadas para el trabajo de reparación y restauración aparentemente estaban muy por encima de las capacidades de Barrett, por lo que en julio de 2014 Barrett puso el edificio a la venta a un costo de $1.35 millones. En 2015, un desarrollador conocido como Ross Group compró la estructura y se hizo cargo del proyecto de restauración, planeando convertir el edificio en un hotel boutique.
The Tulsa World informó que en 2015, Ross Group había estimado inicialmente que su propio proyecto de renovación costaría $ 24 millones. Ese año, Promise Hotels compró el proyecto como socio de capital de Ross. Para 2018, la estimación había aumentado a $ 33 millones, con un costo final de $ 36 millones cuando terminaron las renovaciones al año siguiente.

Cuando se inauguró formalmente el 18 de abril de 2019, el Tulsa Club Hotel de 96 habitaciones ofrecía más de 7000 pies cuadrados de espacio para reuniones, incluido un salón de baile en el noveno piso con capacidad para 400 invitados, un espacio para reuniones en la azotea y un restaurante de alta cocina. "Le Caveau", con vistas al Distrito Deco. Pete Patel, director ejecutivo y presidente de Promise Hotels, dijo que el costo final del proyecto fue de $36 millones. También se le citó diciendo que era "el hotel más caro de Tulsa, si no de Oklahoma".
Hilton lo agregó a su marca Curio Collection by Hilton.

## Descripción
Se construyó con una estructura de acero, que luego se revistió con piedra caliza de Bedford, colocada en un zigzag vertical, estilo Art Deco . Las ventanas abatibles de acero que se abrían hacia afuera se alinearon entre pilones de piedra para formar un diseño de franja vertical que se extendía a lo largo de la altura del edificio. El undécimo piso se retiró de la fachada principal, creando una terraza en la azotea de tres lados llamada "Terraza del cielo".
Las puertas de entrada daban a la Quinta Avenida, que desciende desde Boston Avenue hacia el este hasta Cincinnati Avenue. Una entrada estaba en el nivel del suelo, mientras que otra entrada, cerca del extremo occidental del muro sur, se abría al segundo piso. El vestíbulo del segundo piso tenía los puestos del conserje y el mostrador de recepción, donde los visitantes podían revisar sus abrigos y maletines. Luego había tres ascensores de pasajeros y un ascensor de servicio, con operadores humanos.
Otros cambios importantes realizados por el Tulsa Club incluyen la instalación de un ascensor en su extremo este, la construcción de un puente aéreo a través del callejón hacia el edificio Philtower en el lado oeste y un estacionamiento en el lote adyacente al norte, con entrada propia al Tulsa Club.

## notas
1. 1 2  Morgan, Rhett (18 de agosto de 2016). «Tulsa Club building revitalization plan calls for boutique hotel, restaurant and retail space». Tulsa World. Archivado desde el original el 30 de diciembre de 2019. Consultado el 10 de octubre de 2019.
2. 1 2 3 4 5  Coffey, Roger (19 de junio de 2014). «Historic Tulsa Club Building to be Restored». GTR Newspapers. Archivado desde el original el 11 de octubre de 2019. Consultado el 11 de octubre de 2019.
3. 1 2 3 4 5  Overall, Michael (16 de abril de 2019). «Rising from the ashes: Iconic Tulsa Club building to reopen this week after $36 million restoration». Tulsa World. Archivado desde el original el 19 de junio de 2019. Consultado el 19 de junio de 2019.
4. ↑  Neamt, Ioana (27 de julio de 2014). «Historic Tulsa Club Building Up For Sale For $1.35 Million». Commercial Property Executive. Archivado desde el original el 22 de octubre de 2019. Consultado el 22 de octubre de 2019.
5. ↑  Tomky, Naomi (25 de mayo de 2019). «The New Tulsa: This Revamped Art Deco Hotel Is Emblematic of a City Revived». Fortune. Archivado desde el original el 11 de octubre de 2019. Consultado el 11 de octubre de 2019.
6. ↑  Phillips, Morgan (February 2019). «Tulsa Club to be Hilton hotel». Tulsa People. Archivado desde el original el 15 de octubre de 2019. Consultado el 15 de octubre de 2019.